# Калужка
Калужка — река в России, протекает по Ферзиковскому району Калужской области. Левый приток Оки.

## География
Река Калужка берёт начало в лесах к северу от посёлка Кросна. Течёт на запад. В нижнем течении протекает у восточной границы города Калуга. Длина реки составляет 31 км, площадь водосборного бассейна 252 км². У Калужки несколько притоков, самый крупный из которых — река Пельня.
Вдоль течения реки расположены следующие населённые пункты (от истока до устья): Новая Деревня, Ивашево, Баютино, Митюково, Красотынка, Малая Слободка и Ждамирово.

## Достопримечательности
В бывшем селе Калужка на территории посёлка Ждамирово расположена церковь Рождества Пресвятой Богородицы, построенная в стиле раннего классицизма. В этой церкви некоторое время находилась Калужская икона Божией Матери. В селе Калужка также расположено древнее городище, раскопанное в 1892 году калужским археологом И. Д. Четыркиным. Предположительно, именно в этом месте изначально находился город Калуга.

## Данные водного реестра
По данным государственного водного реестра России относится к Окскому бассейновому округу, водохозяйственный участок реки — Ока от города Калуга до города Серпухов, без рек Протва и Нара, речной подбассейн реки — бассейны притоков Оки до впадения Мокши. Речной бассейн реки — Ока.
Код объекта в государственном водном реестре — 09010100812110000021678.